# Gli amori di Anaïs
Gli amori di Anaïs (Les Amours d'Anaïs) è un film del 2021 scritto e diretto da Charline Bourgeois-Tacquet, al suo esordio alla regia di un lungometraggio.

## Trama
Anaïs ha trent'anni e pochi soldi in tasca. Non sta mai ferma, non sta mai in silenzio ed è sempre in ritardo. Sembra vivere l'attimo, senza preoccuparsi mai delle conseguenze. Deve finire di scrivere la tesi, è in ritardo con l'affitto, ha un fidanzato che forse non ama più, al quale rivela di essere incinta quasi distrattamente. L'incontro con un editore che ha il doppio dei suoi anni la porterà ad iniziare qualcosa: ma ad intrigarla molto di più sarà la compagna di lui, scrittrice e saggista di successo. Una donna che, forse, è tutto quello che Anaïs vorrebbe diventare. S'incontrano per caso, poi Anaïs troverà il modo di incontrarla di nuovo, più e più volte, fino a quando tra di loro scoppierà la passione.

## Distribuzione
Il film è stato presentato in anteprima alla Settimana internazionale della critica del 74º Festival di Cannes il 10 luglio 2021, venendo distribuito in Francia dal 15 settembre dello stesso anno. In Italia, è stato distribuito da Officine UBU a partire dal 28 aprile 2022.